# ドラッグストアモリ
株式会社ドラッグストアモリ（英: DRUGSTORE MORI co..,Ltd）は、福岡県朝倉市に本社を置き、九州や沖縄や中国や四国や東北地方にドラッグストアモリを展開するドラッグストアチェーン。日本チェーンドラッグストア協会 （JACDS）、日本ドラッグチェーン会 （NID）加盟。愛称は「ドラモリ」。
親会社は株式会社ナチュラルホールディングス。その他これらとの直接的資本関係は無いものの関係する会社として同じ本社所在地に「有限会社もり薬品」が有り、創業の経緯による医薬品販売許可の関係から法人を残している。

## 概要
1983年 （昭和58年）、福岡市東区にて「森薬局」を創業。「ナチュラル株式会社」を経て、2013年 （平成25年）8月、「株式会社ドラッグストアモリ」へ社名変更。医薬品、化粧品を中心に、日用品、食品、酒を取り扱う郊外型店舗を、九州・沖縄・中国・四国・東北地方に413店舗（2025年5月時点）展開している。
シンボルマークのりんごは、ヨーロッパでは1日1個食べれば健康に過ごせると言う言い伝えがあり、漢方薬の五行説において肝臓に良いとされている。顧客にとって「りんご」のような存在でありたいとの理由である。企業のコンセプトとしても「アップルスマイル」である。
栄養士による栄養相談会を定期的に開催しており、健康相談や血圧測定やダイエットの相談等を幅広く受け付け、生活習慣の改善をアドバイスしている。

## 沿革
- 1983年（昭和58年）4月 - 有限会社もり薬品を設立し、福岡市東区香椎にて「森薬局」として創業[4]。
- 1985年（昭和60年）10月 - 株式会社福岡ファーマシィ設立[4]。
- 1988年（昭和63年）3月 - ドラッグストア部門としてナチュラル株式会社設立[4]。
- 1996年（平成8年）
  - 4月 - 小城店開店（佐賀県内初出店）[4]。現在は閉店。
  - 10月 - 日田店開店（大分県内初出店）[4]。
- 1998年（平成10年）11月 - 本社を福岡県朝倉市一木（現在地）に移転[4]。
- 2001年（平成13年）1月 - 萩原店開店（熊本県内初出店）[4]。
- 2003年（平成15年）3月 - 大村店開店（長崎県内初出店）[4]。
- 2005年（平成17年）
  - 9月 - 都城郡元店開店（宮崎県内初出店）[4]。
  - 12月 - 姶良店開店（鹿児島県内初出店）[4]。
- 2009年（平成21年）6月 - 八重瀬店開店（沖縄県内初出店）[4]。
- 2012年（平成24年）11月 - 東予店開店（愛媛県内初出店）[4]。
- 2013年（平成25年)
  - 8月 - 美祢店開店（山口県内初出店）[4]。
  - 8月 - 株式会社ドラッグストアモリに商号変更[4]。
  - 11月 - 藍住店開店（徳島県内初出店）[4]。
- 2016年（平成28年）3月 - 松縄店出店（香川県初出店）[4]。
- 2017年（平成29年）
  - 2月17日 - 中国、四国、近畿地方でドラッグストアを展開する株式会社ザグザグの創業者・藤井孝洋が保有していた株式約61％を親会社である、株式会社ナチュラルホールディングスが取得し、兄弟会社となる。
  - 4月 - ドラッグストア業界で初となる事業所内保育施設「ドラモリ保育園」開園。
- 2019年（令和元年）10月28日 - 株式会社くすりのベルを買収、兄弟会社となる。同社は、宮城県内で「ドラッグストアポピー」を展開していたが、その後解散した。
- 2020年（令和2年）8月 - 明石南店出店（宮城県初出店）

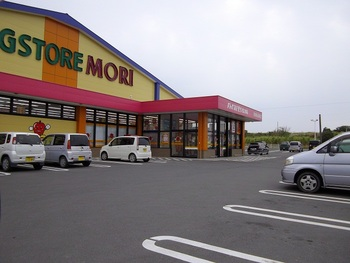
種子島西之表店

## 店舗数
※2025年（令和7年）5月時点 413店舗
- 福岡県 - 117店舗
- 佐賀県 - 41店舗
- 長崎県 - 33店舗
- 熊本県 - 33店舗
- 大分県 - 31店舗
- 宮崎県 - 29店舗
- 鹿児島県 - 41店舗
- 沖縄県 - 22店舗
- 山口県 - 20店舗
- 愛媛県 - 15店舗
- 徳島県 - 15店舗
- 宮城県 - 16店舗
  - 香川県の店舗は、兄弟会社化したザグザグに移管する形で撤退した。ザグザグは愛媛県・徳島県にも出店していたが、この2県では香川県とは逆に、ザグザグが撤退する形でドラッグストアモリの店舗展開が進められており、徳島県のザグザグ全店舗、および今治市の伯方島にある1店舗を除く愛媛県内のザグザグ店舗は全て閉店している。

## ドラモリポイントカード
現金での支払いでポイントが貯まる全店共通のポイントカードを発行しており、店頭で申し込めば即日発行でき、当日から利用可能。貯まったポイントは会計時に支払い代金として使用できる。
200円（税抜き）で2ポイント貯まり、500ポイント貯まると500円の支払い代金として利用できる。また、毎週日曜日と火曜日と金曜日はポイントが3倍（食品など一部の商品は通常ポイント）になり、店舗によっては日曜日から土曜日の7日間通しでポイントが5倍になるときがある。
また、同様の機能をアプリ化したスマホアプリも提供しており、アプリの場合は通常のポイントカードではポイント付かないキャッシュレス決済分が500円毎に1ポイント加算される。アプリ専用機能としては、「得パス」があり、パスを一枚使用することで二ヶ月間の間、特定商品に対するポイント付与倍率を加算できる。更に、毎週水曜日に更新される「おとクーポン」発行商品を予め事前予約しておき、クーポン発行機で一括発行させることも可能となる。

## おトクーポン
ドラモリポイントカード会員を対象に、店内入口付近にある発券機で、割引やポイント付与、サンプルプレゼント等のお得なクーポンが当たるおとクーポンを導入している。顧客の需要を高度に分析し、ひとりひとりに合った商品が表示される仕組みと説明されている。毎週水曜日にクーポンが更新される。大当たり、中当たり、小当たりの3つがある。このシステムは兄弟会社となったザグザグも2018年に導入している。